# Palaua concinna
Palaua concinna là một loài thực vật có hoa trong họ Cẩm quỳ. Loài này được Johnst. mô tả khoa học đầu tiên.